# ポルシェ・360

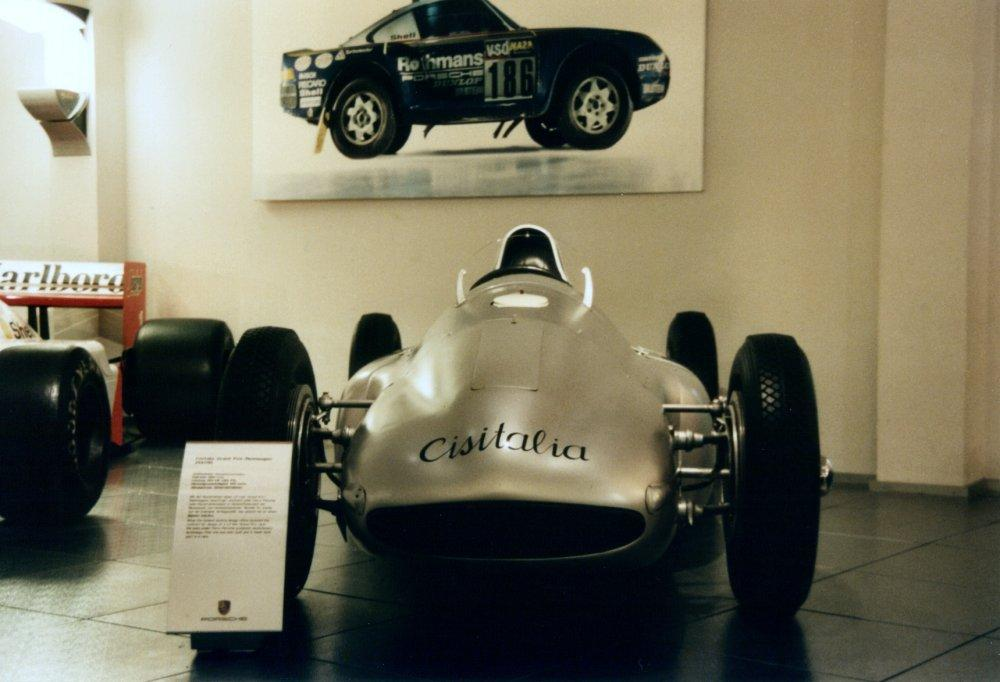
チシタリア・グランプリ・レーサー

ポルシェ・360（Porsche 360 ）はフェリー・ポルシェがチシタリア (en: Cisitalia)のオーナー、ピエロ・デュシオの求めに応じて1947年に設計したグランプリレーサーである。

## 概要
ポルシェに支払われた設計料は、戦犯の疑いを掛けられフランスで投獄されていたフェルディナント・ポルシェの保釈金に充てられた。また、この車両の開発状況を確認する中で、ポルシェの首脳はチシタリアのレーサーやスポーツカーがフィアットの部品を使って作られていることに強く影響を受けることとなった。

### エンジン
スーパーチャージャーを装備し300馬力/8,500rpmの1,493ccV12エンジンをミッドシップしている。

### その他
4輪駆動。最高速度は300km/hに達した。現在はシュトゥットガルトのポルシェ・ミュージアムに展示されている。

## レース戦績
チシタリアの財政難のため実戦で戦うことはなかった。